# John Howard Davies
John Howard Davies (ur. 9 marca 1939 w Londynie, zm. 22 sierpnia 2011 w Blewbury) – brytyjski aktor filmowy i telewizyjny, reżyser telewizyjny i producent.
W jego dorobku jako dziecięcego aktora znajduje się między innymi tytułowa rola w filmie Oliver Twist w reżyserii Davida Leana.
Najbardziej znany jest ze swej dorosłej kariery jako reżyser i producent kilku brytyjskich sitcomów, które odniosły wielki sukces. Davies był pierwotnym producentem i reżyserem takich seriali komediowych jak Latający cyrk Monty Pythona (pierwsze cztery odcinki), Hotel Zacisze (pierwsza seria), The Fall and Rise of Reginald Perrin (odcinek pilotażowy) oraz Jaś Fasola. Reżyserował także w 1967 roku Doktor Who (odcinek The Macra Terror) oraz kilka epizodów sitcomu The Vicar of Dibley.